# صوفيا كلاينهيرن
صوفيا كلاينهيرن (مواليد 12 أبريل 2000) هي لاعبة كرة قدم ألمانية تلعب في مركز الدفاع في نادي آينتراخت فرانكفورت.

## هوامش
1. ↑  1. FFC Frankfurt merged with Eintracht Frankfurt in 2020

## روابط خارجية
- صوفيا كلاينهيرن على موقع الاتحاد الدولي (مؤرشف)  (الإنجليزية)
- صوفيا كلاينهيرن على موقع الاتحاد الأوربي (الإنجليزية)
- صوفيا كلاينهيرن على موقع قاعدة بيانات كرة القدم.إي يو (الإنجليزية)
- صوفيا كلاينهيرن على موقع Soccerway.com (الإنجليزية)
- صوفيا كلاينهيرن على موقع عالم كرة القدم.نت (الإنجليزية)